# Драголюнцев Анатолій Дмитрович
Анатолій Дмитрович Драголюнцев (18 червня 1938, Ворошиловград — 16 вересня 2023[джерело?], Київ[джерело?]) — український радянський діяч, новатор виробництва, слюсар-електромонтажник Луганського тепловозобудівного заводу. Герой Соціалістичної Праці (31.03.1981). Член Ревізійної Комісії КПУ в 1981—1986 роках. Кандидат у члени ЦК КПУ в 1986—1990 роках. Член ЦК КПУ в 1990—1991 роках.

## Біографія
У 1955—1956 роках — учень Ворошиловградського трудового училища (ТУ) № 9.
У 1956—1957 роках — токар, різальник труб Ворошиловградського трубопрокатного заводу імені Пархоменка.
У 1957—1998 роках — слюсар-електромонтажник, бригадир комплексно-наскрізної бригади Ворошиловградського тепловозобудівного заводу імені Жовтневої революції (виробничого об'єднання «Луганськтепловоз», Державної холдингової компанії «Луганськтепловоз»).
У 1981 році закінчив Ворошиловградський машинобудівний технікум, здобув спеціальність «Обробка металів різанням».

## Політична діяльність
Член КПРС з 1964 року.
04.2002 кандидат в народні депутати України від КПУ, № 111 в списку. На час виборів: народний депутат України, член КПУ.
Народний депутат України 3 скликання з 03.1998 від КПУ, № 7 в списку. На час виборів: слюсар-електромонтажник Державної холдингової компанії «Луганськтепловоз» (м. Луганськ), член КПУ.
Член Комітету з питань будівництва, транспорту і зв'язку (з 07.1998). Член фракції КПУ (з 05.1998).

## Нагороди
- Герой Соціалістичної Праці (31.03.1981)
- два ордени Леніна (31.03.1981,)
- орден Трудового Червоного Прапора
- орден Дружби народів
- почесний залізничник СРСР.